# Guillermo Rawson
Guillermo Rawson, argentinski politik in zdravnik, * 24. junij 1821, San Juan, Argentina, † 20. januar 1890, Pariz, Francija.
Rawson je bil minister za notranje zadeve Argentine med letoma 1862 in 1890.